# Catarhoe cuprearia
Catarhoe cuprearia là một loài bướm đêm trong họ Geometridae.